# Time and Eternity
Time and Eternity (時と永遠～トキトワ～?, Toki to Eien: Toki Towa) è un videogioco di ruolo per PlayStation 3.
Utilizza modelli 3D per gli sfondi e sprite 2D disegnate a mano per i personaggi e i nemici. La storia ruota attorno a un eroe senza nome e la sua futura moglie, la Principessa Toki. Il tema del "tempo" gioca un ruolo importante, utilizzato anche in un sistema di battaglia selettivo, ma orientato all'azione.
Pubblicato nel 2012 in Giappone, del videogioco esiste una versione limitata che include la colonna sonora del gioco, un drama CD, un artbook e un codice per DLC.

## Trama
Il gioco si apre con il matrimonio tra il protagonista e una donna di nome Toki, bruscamente interrotto da un attacco. Ciò porta a svelare la personalità cattiva di Toki, ossia Towa. Dopo una serie di eventi, Toki si ritroverà a svolazzare avanti e indietro attraverso un passaggio temporale.
Makimono è un'indovina che aveva predetto l'attacco nei confronti del protagonista, come mostrato nella opening di Toki to Towa. Bikodo è il leader di una Gilda di Assassini, viene introdotta durante un combattimento.

## Personaggi
| - Player (Tsubasa Yonaga) - Toki (Kana Hanazawa) - Towa (Eri Kitamura) - Enda (Yuuki Aoi) - Reijo (Yukana) - Weidy (Mamiko Noto) - Makimono - Bikodo |

## Colonna sonora
Il tema principale del gioco, Rewind, sarà cantato da May Hashimoto, cantante POP giapponese meglio conosciuta come ‘May J’.